# Classe Constellation (fregata)
Il FFG-62 program, denominato Constellation, è una classe di fregate multi-missione lanciamissili della Marina degli Stati Uniti, in fase di realizzazione dall'italiana Fincantieri.
Inizialmente denominato FFG(X), nel cui nome FF sta per fregata, G sta per guided missile e X sta per “progetto in via di definizione”. Questo nuovo programma è emerso per via delle carenze delle nuove LCS, quali il costo eccessivo e il basso armamento, che ne hanno ridotto il precedente programma di acquisizione previsto di 55 unità. Si prevede di costruirne 20 unità, che si andranno ad aggiungere alle 32 LCS, per completare il fabbisogno di 52 di navi da medio tonnellaggio. Gli obiettivi imposti dalla Marina statunitense comprendono l'annientamento di navi nemiche oltre l'orizzonte, rilevare i sottomarini nemici, difendere le navi in convoglio, impiego di sistemi di guerra elettronica attiva e passiva, difesa da navi di piccole dimensioni. I requisiti comprendono anche fino a 200 uomini di equipaggio, autonomia di 3000 M a una velocità di 16 nodi e una velocità massima di 28 nodi. Si richiede anche un impianto elettrico in grado ci produrre una quantità di corrente tale da poter installare armi ad energia diretta ed eventuali aggiornamenti del radar EASR.

## Storia
Il progetto delle FFG(X) fu reso noto dal Dipartimento della difesa degli Stati Uniti d'America il 10 luglio 2017 e il 16 febbraio 2018 l'US Navy ha annunciato di aver selezionato 5 costruttori navali ai quali erano stati assegnati 15 milioni di dollari a testa per la produzione dei progetti concettuali. I costruttori erano:
- Austal USA, che ha presentato una LCS classe Independence maggiormente armata, con scafo trimarano, dislocamento di 3000 t e 16 lanciatori Mk-41 VLS.
- Fincantieri Marinette Marine, il cui progetto si è basato sulla classe FREMM versione italiana, con 32 VLS e da costruirsi presso i cantieri di Marinette, in Wisconsin, con Lockheed Martin.
- General Dynamics Bath Iron Works, con una versione modificata della Classe Álvaro de Bazán, già equipaggiata con strumenti statunitensi, compreso il sistema AEGIS.
- Huntington Ingalls Industries, che ha proposto una versione modificata della classe Legend, già in uso presso la United States Coast Guard, ma senza fornire un modello o un rendering.
- Lockheed Martin, che ha proposto una versione della LCS classe Freedom maggiormente armata, ma ha ritirato la propria candidatura nel 28 maggio 2019, concentrandosi di più sulla fornitura del sistema di combattimento delle FFG (X).

Il 30 aprile 2020 è stata annunciata la scelta a favore di Fincantieri, con un contratto che prevede la costruzione di 10 unità per un valore di spesa complessiva pari a 5,57 miliardi di dollari. Terminate le prime 10 unità inizierà una seconda serie per arrivare alle 20 unità previste. Fincantieri ha investito 100 milioni di dollari per poter adeguare i propri cantieri statunitensi di Marinette Marine alla costruzione di due fregate all’anno. Il programma prevede la consegna della prima unità nel luglio 2026, a cui seguirebbe la seconda nel giro di un anno. La prima nave costerà $ 1,281 miliardi, compresa la progettazione e l'adeguamento del cantiere. Le unità successive avranno un costo più basso, prevedendo $ 721 milioni ciascuno se venissero ultimati tutti e 20 gli esemplari. La costruzione della prima unità dovrebbe iniziare entro aprile 2020, terminare nel 2026, essere operativa entro il 2030 e avere capacità operativa finale entro il 2032, con le tutte e 10 le unità costruite entro il 2035.
Il 2 settembre 2022 è iniziata la costruzione della prima unità, la USS Constellation (FFG-62)
.

## Unità
- USS Constellation (FFG-62)
- USS Congress (FFG-63)
- USS Chesapeake (FFG-64)
- USS Lafayette (FFG-65)
- USS Hamilton (FFG-66)

## Caratteristiche
Le fregate Constellation devono presentare maggiori capacità di AAW (Anti Aircraft Warfare) e EMW (Expeditionary Maneuver Warfare) e dimostrare più possibilità di sopravvivenza rispetto alle LCS. Devono, infatti, essere in grado di non affondare dopo eventuali colpi subiti ed è stato necessario aggiungere 300 tonnellate di acciaio per irrobustire le navi. È richiesta inoltre la capacità di operare sia in alto mare sia in zone costiere e sia in formazione con altre navi sia indipendentemente. Per ottimizzare i costi di produzione, oltre che ridurre i rischi tecnici, le FFG (X) monteranno sistemi già presenti su altre unità. Rispetto, invece, alle FREMM mantiene l'efficace abitabilità e modularità della nave, favorendo l’ingresso e l’uscita delle principali attrezzature dallo scafo in modo che non si richieda l’apertura di un varco nelle strutture della nave. Un vantaggio che ha colpito il Pentagono è stato anche la capacità di sostenere efficacemente il ruolo di difesa aerea, oltre a gestire i danni a bordo e alla potenza elettrica disponibile (12 MW, pari a quella sugli Arleigh Burke), utile in un futuro impiego di armi ad energia diretta. Per quanto riguarda la propulsione dispone di due turbine a gas General Electric LM2500 e adotta l'Hybrid Electric Drive (del quale Fincantieri era l'unico offerente), garantendo silenziosità e capacità di navigare a lungo a basse velocità, utili in ruolo ASW. Consente di fare a meno di eliche a passo variabile e, a fronte di maggiori costi di acquisizione, minori costi di manutenzione rispetto a un sistema tradizionale. Il sistema di combattimento è il COMBATTSS-21 (Combat Management Systems), derivato dall'AEGIS e sviluppato da Lockheed Martin, con un'architettura aperta che facilita aggiornamenti futuri e le Common Source Library che consentono una certa interoperabilità tra i due sistemi. Si aggiunge la Cooperative Engagement Capability, in grado di far comunicare la nave con altri sensori remoti. La nave dispone del radar di ultima generazione EASR (Enterprise Air Surveillance Radar), della Raytheon e in grado di svolgere ruoli di ricerca aerea e di superficie, di protezione elettronica e di controllo del traffico aereo. La variante V2 installata sulle Constellation sarà condivisa con la Classe Gerald R. Ford e, seppur mantenendo inalterate le capacità, ha il vantaggio di essere del 20% più piccolo dei predecessori, oltre ad essere perfettamente in grado di operare con alti disturbi elettronici. Per l'IFF vi è l'UPX-29 prodotto da Northrop Grumman. Come radar di superficie a corto raggio e radar di navigazione sono in opzione AN/SPS-73(V)18 oppure il NGSSR (Next Generation Surface Search Radar). Sarà presente un sistema EO/IR (Elettro Ottico/Infrarossi) Stalker a 360°. Il sistema di guerra elettronica è costituito da due SEWIP AN-SLQ-32(V)6, prodotti da Lockheed Martin, disposti uno sul fianco destro e uno su quello sinistro, e non è assente un sistema COMINT (Communications Intelligence). Come armamento sulla prua è installato un Bofors Mk-110 da 57 mm, con un sistema di controllo del tiro MK160 GFCS (Gun Fire Control System). A prua sono presenti 4 lanciatori verticali Mk 41 VLS da 8 celle ciascuno per un totale di 32 celle. A metà della nave, sulla sovrastruttura si trovano 2 lanciatori quadrinati per 8 missili anti-nave Naval Strike Missile, con la predisposizione per altri 8, e 4 lanciatori Mk 53 per ingannatori Nulka. A poppa è installato un lanciatore a 21 celle Mk 49 per missili da difesa RIM-116 Rolling Airframe Missile, più la predisposizione per un laser da 150 kW. Come sistema di combattimento subacqueo vi è l'AN/SQQ-89F, già in uso su Ticonderoga e Arleigh Burke, che si occupa di rilevamento, localizzazione e classificazione di obiettivi sotto la superficie del mare. È composto da un sonar a profondità variabile (VDS) AN/SQS-62 prodotto dalla Raytheon, una cortina trainata TB-37 MFTA ed un lanciatore batitermografico XBT (eXpendable BathyThermograph). Le informazioni vengono scambiate con altre navi tramite il sistema AN/UYQ-100 Undersea Warfare Decision Support System (USW-DSS). Per la difesa contro i siluri è a disposizione il sistema AN/SLQ-25E Nixie e ADC (Acoustic Device Countermeasure), mentre non sono presenti lanciasiluri, anche se si possono usare i missili anti-sottomarino RUM-139 VL-ASROC dai VLS. Come velivoli sono disponibili l'MH-60 o il MQ-8C Fire Scout, con la possibilità di essere usati in coppia, e la capacità di ospitare fino a 2 RHIB lunghi 7 m. Dalle FREMM eredita l'elevata abitabilità, con alloggi fino a sei marinai, buona insonorizzazione anche nelle stanze più rumorose (come la sala macchine) e un massimo di 200 membri dell'equipaggio.